# Canción del Ejército Argentino
La Canción del Ejército Argentino es la marcha oficial del Ejército Argentino, compuesta en 1943 por Domingo De Ruvo. La letra original fue modificada en dos oportunidades tras la aprobación por los hijos y coherederos del autor. La primera modificación se efectuó el 6 de abril de 1998 y la segunda el 23 de junio de 2000, considerando que de ese modo se resaltarían aún más las virtudes del Ejército Argentino. Actualmente en toda ceremonia y formación militar, se ejecuta la introducción, primera estrofa y estribillo de la canción.

## Letra vigente
Por la Patria, el Ejército Argentino
Legendarias hazañas realizó
Fue la ruta del sol, su camino
Por los valles y cuestas luchó.
A los Andes, la gran cordillera
Nuestro cóndor, sus hijos llevó
Y esa herencia de estirpe guerrera
En Malvinas, su temple mostró.
[Coro]
A la carga los valientes
Esgrimiendo su pendón
Que nació con la Patria independiente
Como emblema de redención.
Los soldados paladines
Con indómito valor
De la Patria marcaron los confines
Al Perú, Chile y Ecuador.
Que retumbe en el cielo y en la tierra
El clarín en su épico llamar
Y resuene en la turba y la piedra
Que en Malvinas supimos luchar.
Nuestros héroes de todas las armas
Con fervor es preciso invocar
Y empleado la fuerza del alma
Sus ejemplos tratar de igualar.
[Coro]